# Serapeo di Alessandria
(Ammiano Marcellino, Res Gestae, XXII, 16)
Il Serapeo di Alessandria (in greco antico: Σεραπεῖον?, Serapeion; in latino Serapeum) è un serapeo, un tempio dedicato alla divinità sincretica Serapide, che si trovava ad Alessandria d'Egitto e fu costruito durante il regno di Tolomeo III (che regnò dal 246 a.C. al 222 a.C.).

## Storia

### Costruzioni precedenti
Sembra che già durante il regno di Tolomeo I Sotere fosse stato eretto un primo tempio consacrato a Serapide, probabilmente una struttura abbastanza semplice e modesta, in stile greco che venne in seguito arricchita con elementi architettonici egizi. Secondo una tradizione, non supportata da alcun dato storico, il re avrebbe sottratto la statua della divinità dalla città di Sinope situata sulla costa del Mar Nero, di fronte alla penisola di Crimea. L'operazione, prettamente politica, condotta dal primo sovrano della dinastia tolemaica fu quella di far accettare, sia alla popolazione di origine greca che da quella più tradizionalista di origine egizia, un nume tutelare che unisse le caratteristiche delle divinità greche Zeus e Ade a quelle degli egizi Osiride e Api. 
Secondo quanto riportato dal geografo greco Strabone l'edificio, di cui non rimangono vestigia, si sarebbe trovato nella parte occidentale della città.
Tolomeo II fece aggiungere al tempio una biblioteca, più piccola di quella, più famosa, annessa al Museo, contenente 42.800 rotoli di papiro.

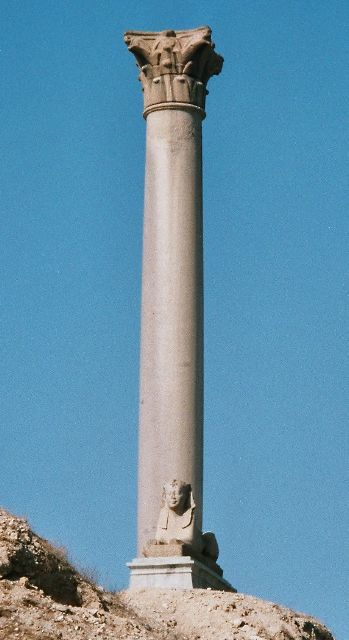
La "Colonna di Pompeo", eretta sul sito del Serapeo di Alessandria

### Il Serapeo
Tolomeo III fece rifondare la costruzione affidando l'incarico all'architetto Parmenisco. Il tempio ospitava una statua del dio, opera dello scultore Briasside. Serapide è raffigurato nella foggia di uomo barbuto, seduto su un trono (immagine legata all'iconografia dello Zeus greco), recante sul capo un cesto colmo di sementi. Nella mano sinistra sollevata regge un lungo scettro, mentre la destra è poggiata sulla testa di un Cerbero.
Per opera dell'imperatore romano Claudio (41 -54) il tempio fu rivoluzionato e portato alle dimensioni di grande santuario (185 x 92 metri). In questo modo l'acropoli alessandrina si abbellì di numerosi edifici: tempio di Serapide e annessa biblioteca, tempio di Anubi, quello di Ibi, la necropoli degli animali sacri, gli obelischi di Seti I e la colonna di Serapide, che risulta ancora al suo posto nel III secolo.
Durante il regno di Traiano (98-117) si ebbe ad Alessandria una ribellione ebraica a seguito della quale il tempio di Serapide fu distrutto.
L'imperatore Adriano (117 - 138) fece ricostruire il santuario facendovi aggiungere una grande statua del toro Api, statua che, dopo il suo rinvenimento nel 1895, è attualmente conservata nel museo greco-romano di Alessandria.
Scavi condotti nel sito della Colonna di Pompeo (in realtà eretta da Diocleziano), eseguiti nel 1944, hanno portato alla scoperta del deposito di fondazione del tempio. Si tratta di due serie di dieci placche ciascuna; per ogni serie vi è una placca in oro, una in argento, una in bronzo, una in ceramica, una in fango essiccato del Nilo e cinque in vetro opaco. Tutte le placche riportano un testo, in greco ed in geroglifico, riportante il decreto di Tolomeo III di costruzione del tempio.
Nella stessa area è stato anche rinvenuto il deposito di fondazione di un tempio dedicato ad Arpocrate eretto durante il regno di Tolomeo IV.
Il tempio rimase in attività durante i secoli, essendo un importante luogo di pellegrinaggio, fino al 391 quando venne distrutto (si veda sotto). Il Serapeo fu demolito pietra per pietra e sui suoi resti venne edificata una chiesa dedicata a san Giovanni Battista, chiesa che esistette fino al X secolo.
Secondo la tradizione l'accesso al tempio avveniva attraverso una lunga gradinata. Le pareti esterne erano coperte di marmo e quelle interne di metalli preziosi. Nella sancta sanctorum del tempio era collocata la monumentale statua di Serapide.

### Distruzione del Serapeo di Alessandria

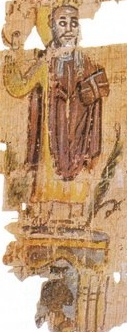
Illustrazione della Cronaca universale alessandrina: il vescovo Teofilo di Alessandria in piedi sul Serapeo distrutto dai suoi fanatici seguaci

Dopo l'emanazione dei decreti teodosiani che proibivano tutti i culti pagani e l'accesso ai templi, questi non potevano più essere utilizzati e finirono con l'andare in rovina o con l'essere riutilizzati per altre funzioni e a volte come chiese, provocando in alcuni casi disordini e ribellioni. Questi avvenimenti coinvolsero anche il Serapeo di Alessandria, che venne distrutto nel 391. Sulle precise modalità di questa distruzione le fonti di cui disponiamo non concordano in modo completo.
Lo storico cristiano Sozomeno, nella sua Storia ecclesiastica (scritta tra il 440-443), racconta che in seguito alla decisione imperiale di convertire un tempio pagano al culto cristiano scoppiarono nella città di Alessandria disordini armati da parte dei pagani, che arrivarono a occupare il Serapeo e a torturare e uccidere cittadini cristiani. Terminata l'occupazione l'imperatore ordinò la distruzione del Serapeo, ma questo venne solo privato dei simboli pagani per poi essere trasformato in chiesa.
Il monaco e storico cristiano Rufino di Aquileia nella sua Storia ecclesiastica riporta una versione sostanzialmente analoga a quella di Sozomeno, tranne che per la circostanza che il Serapeo venne completamento distrutto e sulle sue rovine venne insediata una comunità di monaci provenienti dal deserto.
Una terza versione dei fatti che portarono alla distruzione del Serapeo di Alessandria riporta come il patriarca cristiano di Alessandria, Teofilo, si trovasse asserragliato all'interno del tempio di Mitra. Durante alcuni lavori di scavo vennero alla luce dei teschi umani che furono portati come prova dei sacrifici umani perpetrati dai pagani. Offesi da questo atteggiamento i non cristiani posero sotto assedio Teofilo dopodiché la storia prosegue come nella versione precedente.
Una quarta versione afferma che Teofilo, arcivescovo di Alessandria, mosso dal fervore anti pagano, promosse e fu protagonista attivo della distruzione del tempio. A prova di ciò troviamo le numerose testimonianze di filosofi della città, i quali, attaccati alle tradizioni classiche decisero di abbandonare Alessandria ormai depredata del suo simbolo più importante, famoso in tutto l'impero.
Accenni a questa vicenda si trovano anche negli scritti di Socrate scolastico (Storia Ecclesiastica, v, 17).
Versioni alternative alle precedenti sono fornite da scrittori non cristiani come Eunapio, storico dell'ultimo periodo neoplatonico, il quale scrive che «senza una ragione plausibile, senza il minimo rumore di guerra, il tempio di Serapide venne distrutto. Le statue e le offerte votive furono rubate. Solo il pavimento del tempio non venne asportato, dato che le pietre erano troppo pesanti. E dopo quella distruzione si vantavano di aver distrutto gli dei [...] In seguito, introdussero in quei luoghi sacri i cosiddetti monaci, uomini nella forma ma porci nel vestire e nel mangiare». In questi scritti alla folla dei cristiani vengono attribuite tattiche militari per giungere alla distruzione del Serapeo rubando tutto ciò che non viene distrutto. Scheletri umani di criminali e di schiavi, spacciati per i cristiani uccisi dai pagani, vengono posti nelle chiese e venerati come martiri.
Comunque la distruzione del Serapeo di Alessandria, intesa come fine del suo utilizzo come luogo di culto di Serapide, è stata vista dagli scrittori antichi e moderni come il culmine del movimento teso a sopprimere tutti i culti non cristiani nell'Egitto del V secolo.

#### Versione di Sozomeno
I pagani, sorpresi dall'inaspettata esposizione, non potevano sopportare in silenzio ma cospirarono contro i cristiani. Uccisero molti cristiani, ne ferirono altri e si asserragliarono nel Serapeo, un tempio notevole per bellezza e vastità e che era collocato su un'altura. Lo trasformarono in una fortezza temporanea e vi portarono molti cristiani, che torturarono e costrinsero a offrire sacrifici. Coloro che si rifiutavano furono crocifissi, ebbero entrambe le gambe spezzate o furono messi a morte in maniera crudele. Dopo che la sedizione ebbe prevalso per qualche tempo i capi venne a ricordare alle persone (asserragliate) le leggi, invitandoli a deporre le armi e abbandonare il Serapeo. Venne poi anche Romano, il generale della legione in Egitto. Evagrio era il prefetto di Alessandria.
Vedendo che non ne ottenevano nulla, fecero conoscere l'accaduto all'imperatore. Coloro che si erano rinchiusi nel Serapeo prepararono intanto una tenace resistenza per paura della punizione che si aspettavano per le loro gesta audaci. Erano istigati da un tale Olimpio, che si dichiarava filosofo, il quale li esortava a morire piuttosto che rigettare la religione dei loro padri. Avvertendo che (i pagani) erano sconvolti dalla distruzione delle statue idolatre, assicurò loro che tale circostanza non doveva portarli a rinunciare alla loro religione, in quanto le statue erano composte di materiale corruttibile, erano solo pitture che col tempo sarebbero sparite. Al contrario, la forza dimorante in loro raggiungeva il cielo. Con queste esortazioni trattenne la moltitudine dei Greci (pagani) con lui nel Serapeo.
Quando l'imperatore (Teodosio) fu informato degli accadimenti, dichiarò che i cristiani che erano stati uccisi erano benedetti, poiché avevano conseguito l'onore del martirio e avevano sofferto difendendo la loro fede. Offrì il perdono a coloro che li avevano uccisi, nella speranza che con tale atto di clemenza fossero indotti ad abbracciare il cristianesimo, e ordinò la distruzione dei templi in Alessandria, causa della rivolta popolare.
Si dice poi che quando l'editto imperiale fu letto in pubblico i cristiani lanciarono grida di gioia, poiché l'imperatore aveva rinunciato all'odio contro ciò che avevano fatto i Greci (pagani). Le persone asserragliate nel Serapeo furono così scosse dall'udire le grida da essere indotti a fuggire. I cristiani occuparono immediatamente il luogo che posseggono da allora.
Sono stato informato che, nella notte precedente l'accaduto, Olimpio udì la voce di uno che cantava "Alleluia" nel Serapeo. Le porte furono aperte e tutto tacque. Non vedendo nessuno ma avendo udito la voce che cantava, capì immediatamente cosa questo significasse. Di nascosto lasciò il Serapeo e si imbarcò immediatamente per l'Italia. Si dice che quando il tempio stava per essere demolito, furono trovate alcune pietre sulle quali erano presenti caratteri geroglifici in forma di croce. Questi furono interpretati dai sapienti come segni della vita (cristiana) giungente (per i pagani).
Questi indussero alla conversione molti dei Greci (pagani), poiché anche altre scritte furono trovate nello stesso santuario, contenenti profezie circa la distruzione del tempio.
Fu così che il Serapeo venne occupato e, dopo poco tempo, convertito in una chiesa dedicata all'imperatore Arcadio.»
(Sozomeno, Historia Ecclesiastica, 7,15 ))

## Galleria d'immagini

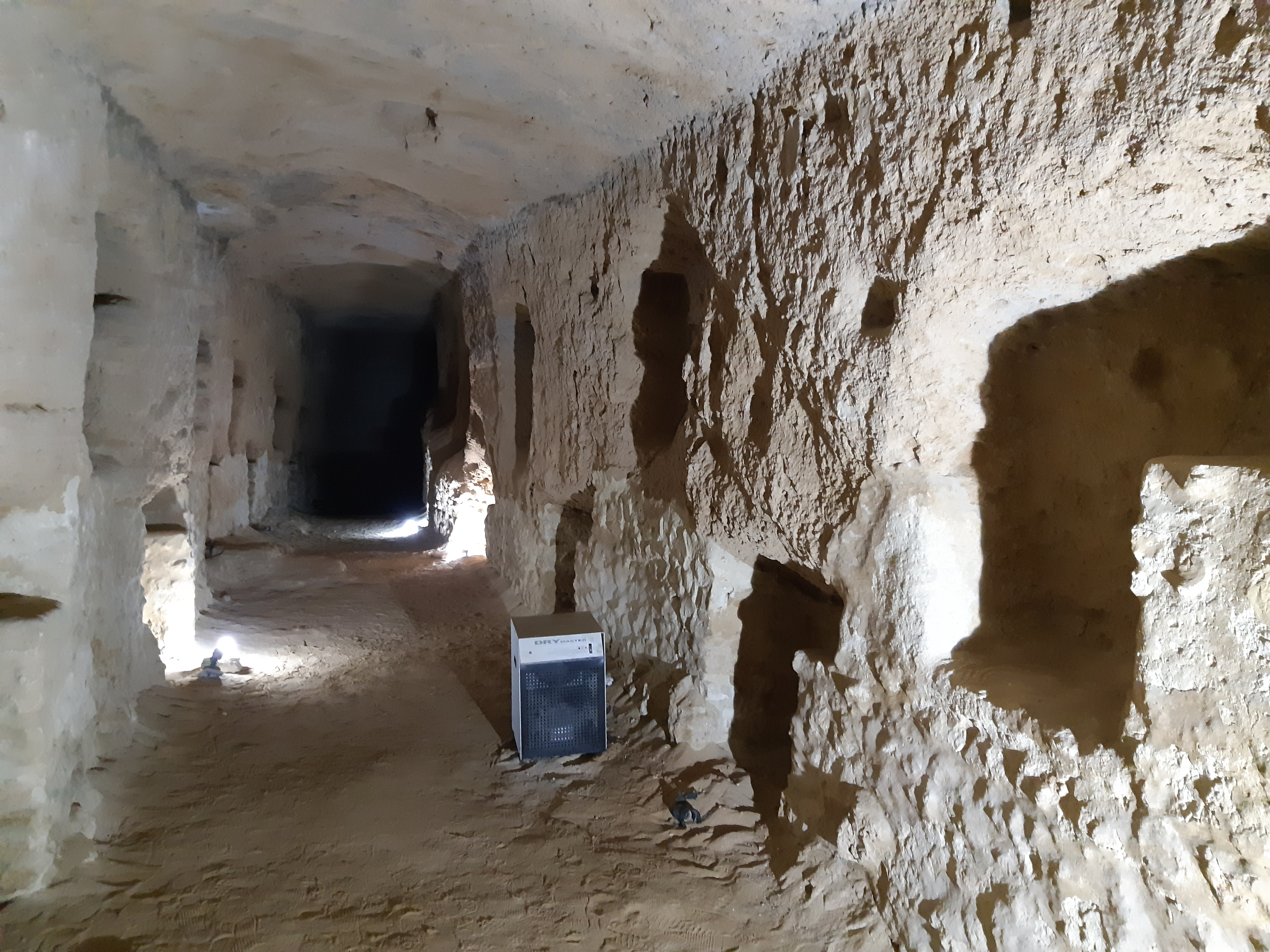
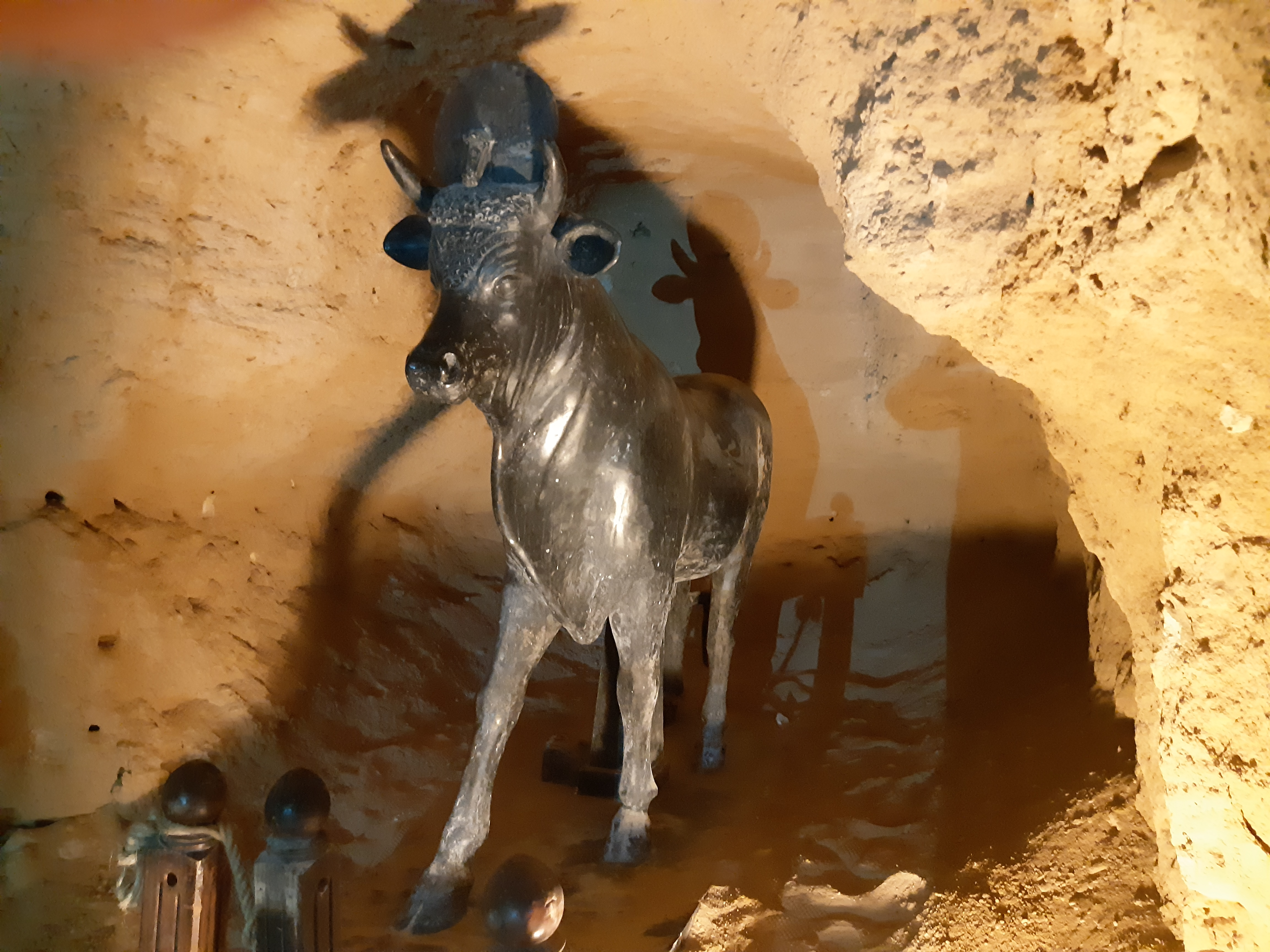
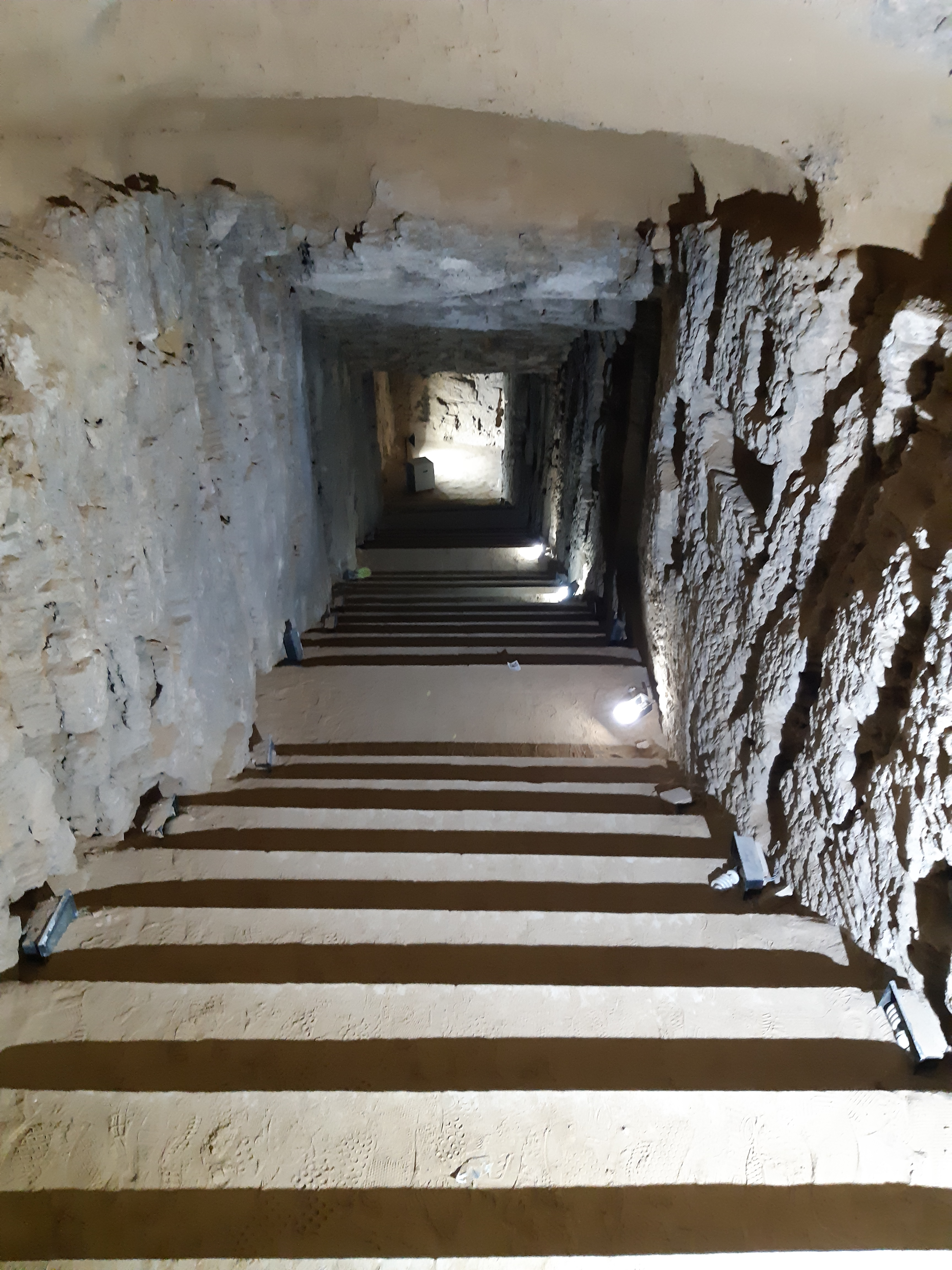
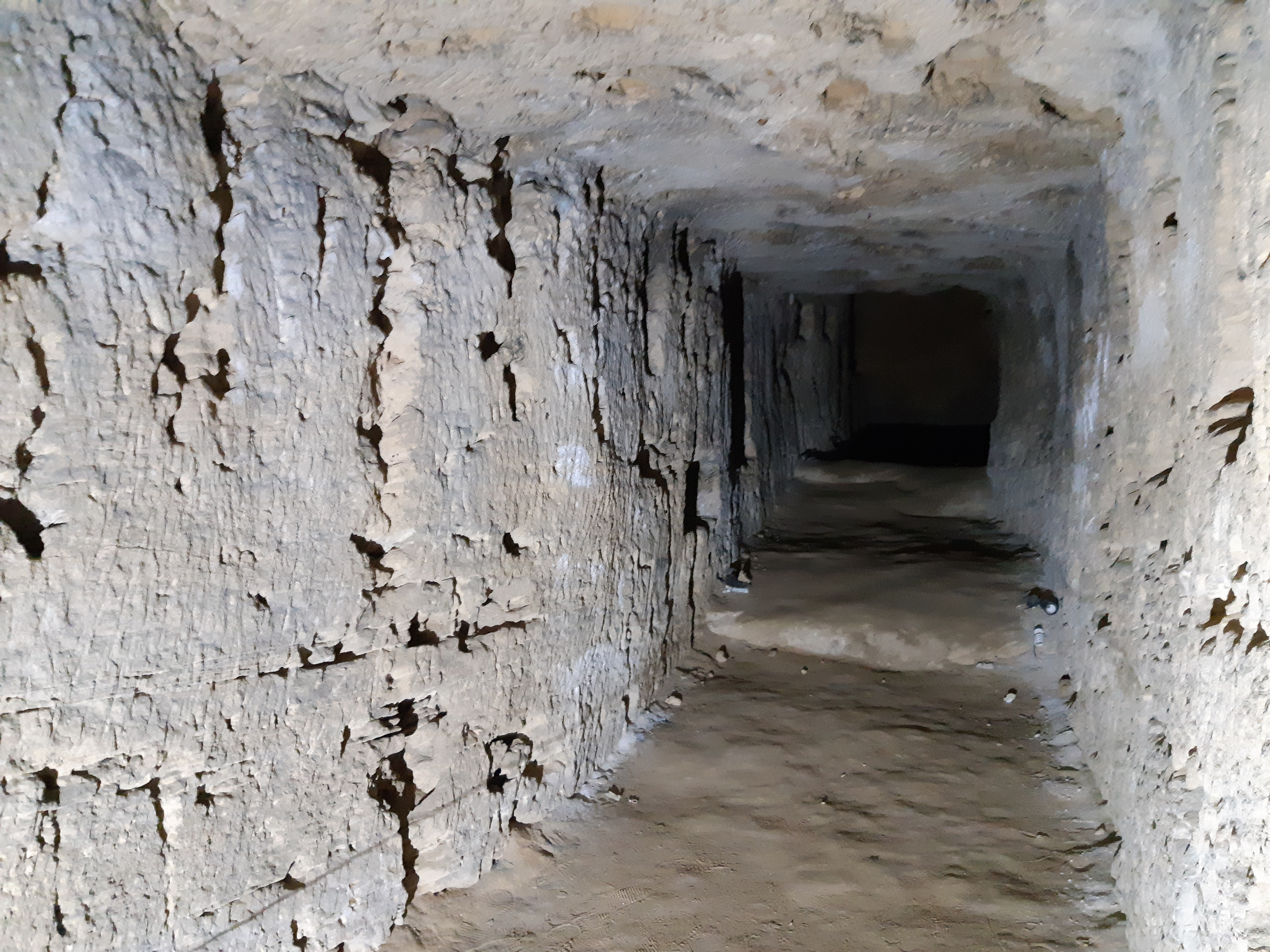
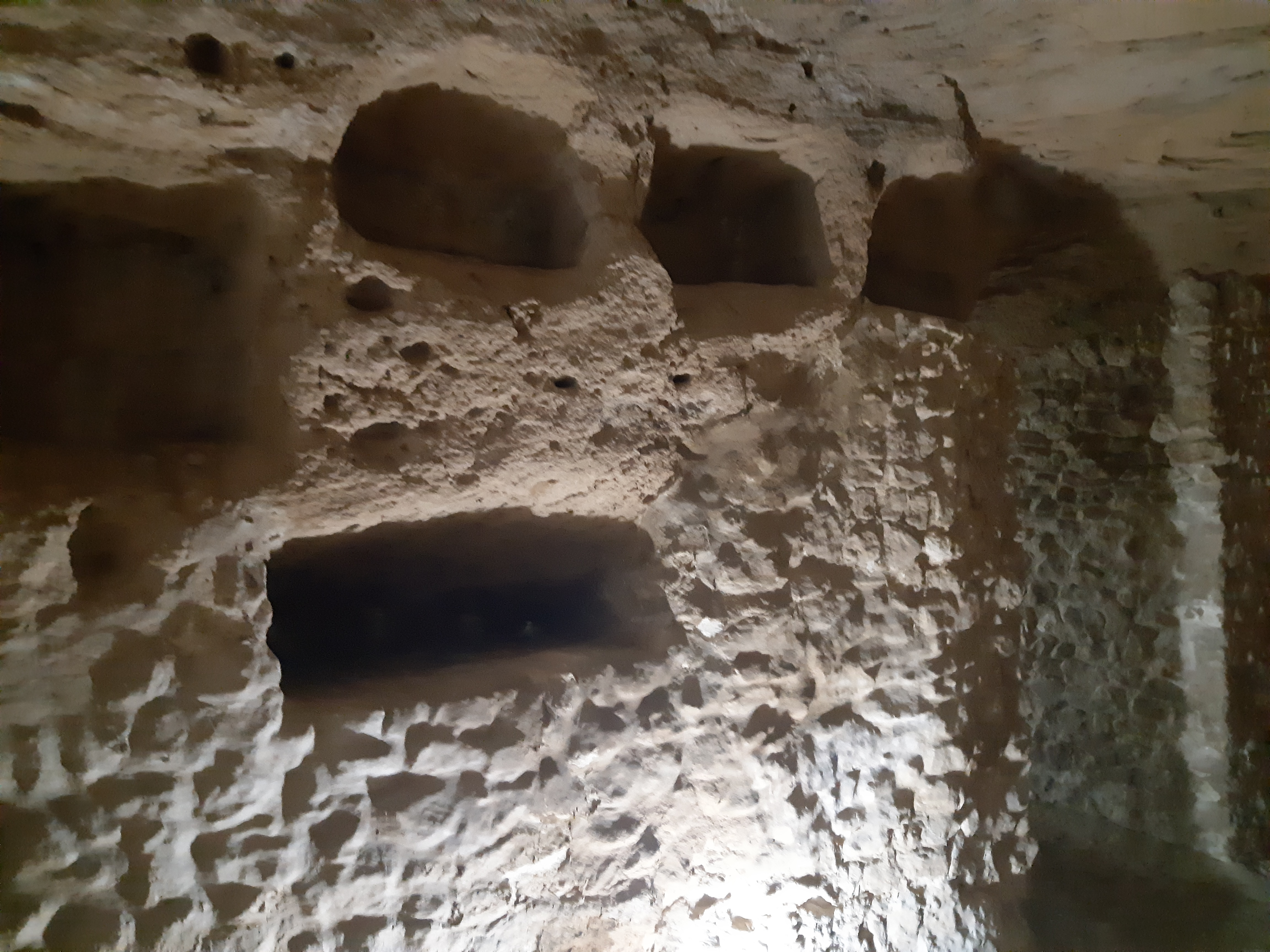
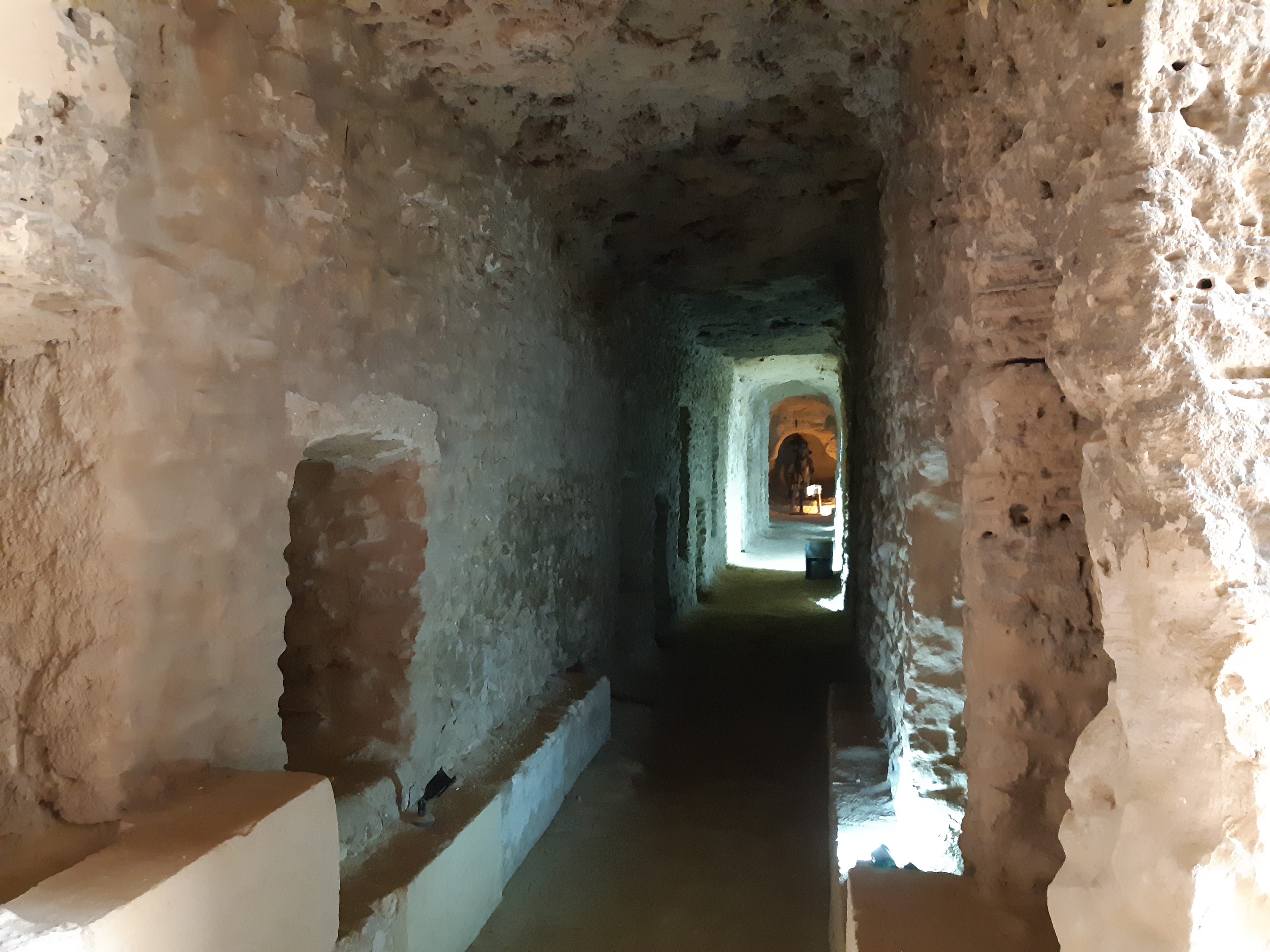
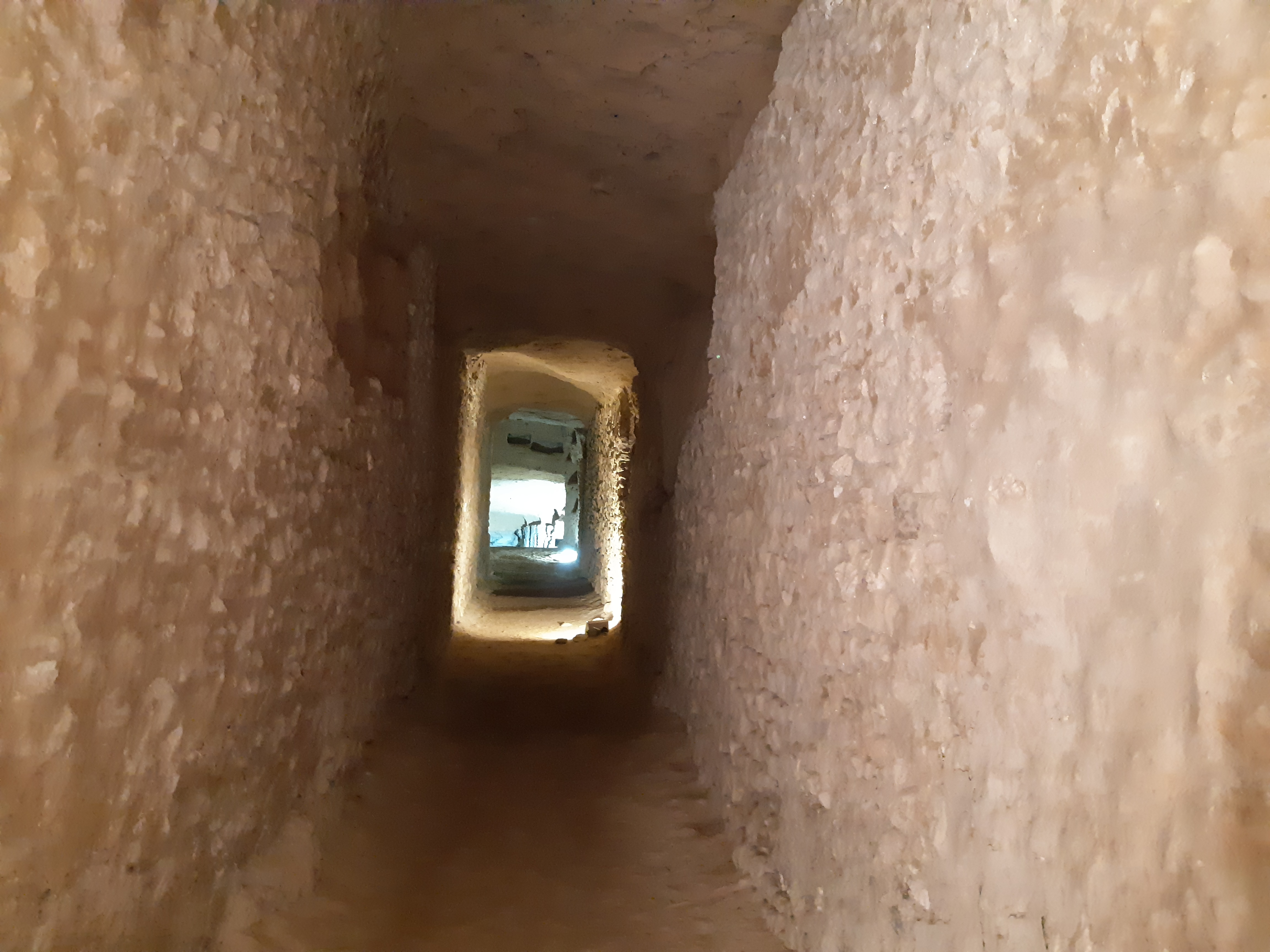

#### Versione di Rufino
[...] Uno dei soldati, meglio protetto dalla fede che dalle armi, avendo afferrato un'ascia dalla doppia lama, si erge e colpisce con tutta la sua forza la mascella del vecchio (Serapide n.d.r.). Ripetendo il gesto più volte, taglia il genio di legno tarlato, annerito dal fumo; una volta abbattuto, quando fu attizzato il fuoco, esso bruciò come brucia la legna secca. Viene quindi tirata giù la testa strappata al collo; poi vengono squartati i piedi e le alte membra tagliate a colpi d'ascia e abbattute per mezzo di corde; quindi, in luoghi differenti, pezzo a pezzo, il vecchio rimbambito viene bruciato sotto gli occhi della sua adoratrice, Alessandria. Infine il tronco che ancora restava viene bruciato nell'anfiteatro. [...]
[...] Pezzo a pezzo l'edificio viene sbriciolato dai giusti (i cristiani n.d.r.) in nome del Signore Nostro Dio. Le colonne spezzate e le mura abbattute. L'oro, le tende e i marmi preziosi rimossi dalle empie pietre impregnate dal demonio. [...]
[...] Il tempio, i suoi sacerdoti e gli empi peccatori sono ora sconfitti e consegnati alle fiamme dell'inferno, in nome della fine della vana superstizione (il Paganesimo n.d.r.) e dell'antico demonio Serapide.»
(Rufino, Storia ecclesiastica, 2, 23
Tratto da: B. De Corradi - Il mosaico e gli specchi - Laterza)